# Wilson Gottardo
Wilson Roberto Gottardo (ur. 23 maja 1963 w Santa Bárbara d’Oeste) – piłkarz brazylijski, występujący podczas kariery na pozycji środkowego obrońcy.

## Kariera klubowa
Karierę piłkarską Wilson Gottardo zaczął w klubie União Barbarense w 1980 roku. Przełomem w jego karierze był transfer do pierwszoligowego Guarani FC 1982 roku. W latach 1986–1987 występował w Náutico, z którego trafił do Botafogo FR. W klubie z Rio de Janeiro występował przez trzy lata i zdobył w tym czasie dwa razy mistrzostwo stanu Rio de Janeiro – Campeonato Carioca w 1989 i 1990 roku. W 1991 przeszedł do lokalnego rywala – CR Flamengo. Z Flamengo zdobył kolejne mistrzostwo stanu w 1991 oraz mistrzostwo Brazylii 1992.
W 1993 wyjechał do portugalskiego CS Marítimo. W klubie z Madery grał przez rok. W 1994 powrócił do Brazylii do Botafogo FR. Z Botafogo zdobył w mistrzostwo Brazylii 1995. W 1997 roku grał we Fluminense FC i Cruzeiro EC. Z Cruzeiro dwukrotnie mistrzostwo stanu Minas Gerais – Campeonato Mineiro w 1997 i 1998 oraz Copa Libertadores 1997. Karierę zakończył w Sporcie Recife w 1999 roku. Na zakończenie kariery zdobył mistrzostwo stanu Pernambuco – Campeonato Pernambucano 1999.

## Kariera reprezentacyjna
W reprezentacji Brazylii Wilson Gottardo zadebiutował 27 marca 1991 w meczu z reprezentacją Argentyny. W samym roku uczestniczył w Copa América 1991, na których Brazylia zajęła drugie miejsce. Podczas tych mistrzostw wystąpił w trzech spotkaniach z Boliwią, Urugwajem i Kolumbią, który był jego piątym i ostatnim meczem w reprezentacji.